# 赤ひげ
『赤ひげ』（あかひげ）は、1965年（昭和40年）4月3日に公開された日本映画である。東宝配給。監督は黒澤明。主な出演は三船敏郎、加山雄三。モノクロ、東宝スコープ、185分。

## 概要
原作は山本周五郎の『赤ひげ診療譚』（新潮社ほか）で、江戸時代後期の享保の改革で徳川幕府が設立した小石川養生所を舞台に、そこに集まった貧しく病む者とそこで懸命に治療する医者との交流を描く。決して社会に対する怒りを忘れない老医師の赤ひげと、長崎帰りの蘭学医である若い医師・保本登との師弟の物語を通して、成長していく若い医師と貧しい暮らしの中で生きる人々の温かい人間愛を謳いあげた映画である。
第39回キネマ旬報ベスト・テンで第1位に選ばれたほか、第26回ヴェネツィア国際映画祭で男優賞（三船敏郎）、サン・ジョルジョ賞などを受賞した。

## あらすじ
主人公の青年、保本登（加山雄三）が小石川養生所へ続く坂を上り、養生所の門をくぐっていく後姿の場面から映画が始まる。
登は3年間の長崎への留学を終えて、幕府の御番医になる希望に燃えて江戸へ戻って来た。オランダ医学を修め、戻れば父の友人である天野源伯が推薦し、幕府の医療機関への出仕と源伯の娘で許嫁のちぐさ（藤山陽子）と結婚するはずであった。しかし、ちぐさは登の遊学中に他の男と恋仲になり、子供まで生んでいた。そして幕府の医療機関として配置されたのは小石川の施療所で、自分の知らない間に養生所の医師として働くように段取りがつけられていた。納得できない登だが、幕府からの辞令であるため何も出来ず、小石川養生所の所長で通称「赤ひげ」と呼ばれている新出去定（にいできょじょう、三船敏郎）に会うために養生所を訪れた。江戸に帰れば御目見医の席が与えられるはずであると思っていたが、しかしその門の前に来た時に、まさかこんな処へ自分が押し込められるはずがないと彼は思った。初めて会った時に、赤ひげは鋭い眼つきでじっと見つめ、決めつけるように登に言った。「お前は今日から見習いとしてここに詰める」。この日から医員見習いとして養生所に住み込んだ。登は全く不服で、酒を飲み、御仕着も着ず、出世を閉ざされた怒りをぶちまけて赤ひげの手を焼かせるのであった。
登は養生所内の薬草園の中の座敷牢に隔離されている美しく若い女（香川京子）を見た。店子を三人も刺し殺したというがぞっとするほど美しい女であった。赤ひげが不在中の夜に、この女が登の部屋に忍び込んでくる。何人もの男を殺した娘と知りながら、喩えようもない美しさに惑わされ隙を見せたときに、知らない間にこの女が袖を回し、気がつくと着物の袖で羽交い絞めにされて殺されかけたところを間一髪で赤ひげに救われる。怪我を負った登を赤ひげは叱らず「恥じることはないが、懲りるだけは懲りろ」と治療に専念する。そして女人の手術に立ち会い、まだ麻酔が無い時代での開腹手術で手足を固定されて泣き叫び、血が飛び、腸が出てくる余りの凄まじさに失神した。
危篤状態の蒔絵師の六助（藤原釜足）の病状を診て、病歴から胃癌であると登が言うとオランダ医学の専門用語「大機里爾」という言葉を使って赤ひげは「違うぞ。この用語はお前の筆記にもちゃんと使っているぞ」と言われて、登はぐうの音も言えず、自分の不甲斐なさを知る。そして医術といってもあらゆる病気を治すことは出来ず、その医術の不足を補うのは貧困と無知に対する闘いであると赤ひげは諭し、そして「病気の影には、いつも人間の恐ろしい不幸が隠れている」と語る。六助が死んで、娘おくに（根岸明美）から六助の不幸な過去を聞いて登は、改めてその死に顔を見ながら不幸を黙々と耐え抜いた人間の尊さを知り、醜いと感じた自分を恥じた。そして、むじな長屋で死んだ車大工の佐八（山﨑努）とおなか（桑野みゆき）の悲しい恋の物語を佐八の死の床で聴いて胸に迫るものを感じていた。
登は、御仕着を着るようになり、そして赤ひげの往診に同行するようになった。やがて松平壱岐守（千葉信男）から五十両、両替屋の和泉屋徳兵衛（志村喬）から三十両と実力者から法外な治療代を受け取る赤ひげに驚くが、その金を裏長屋に住む最下層の貧民たちの治療費に充てる赤ひげは、社会が貧困や無知といった矛盾を生み、人間の命や幸福を奪っていく現実に怒り、貧困と無知さえ何とか出来れば病気の大半は起こらずに済むと語った。そして赤ひげは岡場所で用心棒を撃退して12歳のおとよ（二木てるみ）を救い出した。赤ひげは、この娘は身も心も病んでいるからお前の最初の患者として癒してみろ、と彼女を登に預ける。恐ろしく疑い深く、また変に高慢で他人を寄せ付けない娘であった。
許嫁のちぐさに裏切られるなど心の傷を負っていた登だが、人を憎むことしかできず、拗ねてばかりいるおとよの中に、かつてのいじけた自分を見るような気がしていた。登はおとよを自室で昼夜もいとわず看病を続けた。やがておとよは次第に心を開いていき、登が高熱で倒れた時には枕元で看病するのであった。その後おとよは、あるきっかけから長次（頭師佳孝）という7歳の男児と知り合い、貧しくその日の食物にも事欠く長次のために、自分の食事を減らしてまで分け与えるまでに心は優しくなっていった。だがある日長次の一家が鼠取りを食べて一家心中を図り、養生所に担ぎ込まれてきた。貧しいゆえの所業であったが助かる見込みは無かった。おとよは、この地に伝わる井戸の中にその人の名を呼べば呼び戻せる言い伝えを信じて、必死で井戸の中に向かって長次の名を呼ぶのであった
登はもはやかつての不平不満ばかりを並べる人間ではなかった。今は裏切ったちぐさを快く許せるまでに成長していた。そしてちぐさの妹であるまさえ（内藤洋子）と夫婦になることとなり、その内祝言の席で、天野源白の推薦で幕府のお目見得医に決まっていたが、小石川養生所で勤務を続けたいとまさえに言い、彼女の気持ちを確かめる。
登は赤ひげと小石川養生所へ続く坂を上りながら、自身の決意を伝える。赤ひげは自分が決して尊敬されるべき人物でなく、無力な医師でしかないと語り、登の養生所に掛ける情熱に対して反対するが、登は諦めなかった。最後に赤ひげは登に「お前は必ず後悔する」と忠告し、登は「試してみましょう」と答える。赤ひげは登に背を向けて小石川養生所の門をくぐっていく。登はその後を追いかけて行く。その上の大きな門はちょうど、二人の人間がしっかりと手をつないでいるかのようにも見えて未来を暗示している。最初に来た時はこんな処へ押し込められるのかと思った登には、この時には素晴らしい門だと思った。

## 作品解説

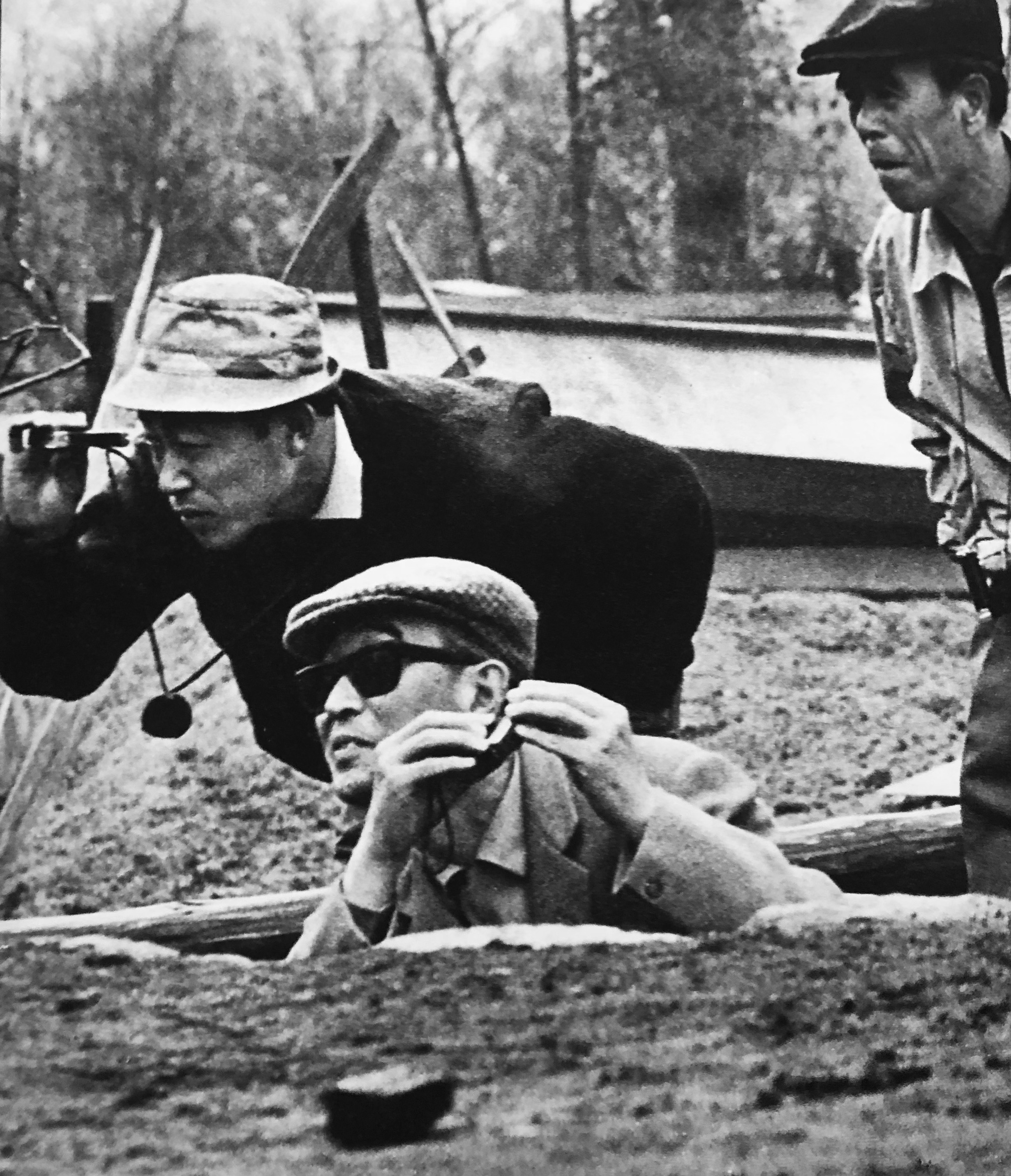
撮影現場の黒澤明（1964年）

本作の舞台となった小石川養生所とは、享保7年（1722年）に、小川笙船の意見で現在の東京都文京区の小石川植物園（作中に登場する薬草園は現存する）の一角に徳川幕府が建てた医療・福祉施設で、貧しい者や老人たちに施薬し治療を行う機関であった。『赤ひげ』で描かれている時代は、それからおよそ100年後の文政年間である。
黒澤明監督が「日本映画の危機が叫ばれているが、それを救うものは映画を創る人々の情熱と誠実以外にはない。私は、この『赤ひげ』という作品の中にスタッフ全員の力をギリギリまで絞り出してもらう。そして映画の可能性をギリギリまで追ってみる。」という熱意を込めて作り、シナリオ執筆に2年、撮影に1年半もの期間をかけて制作した。
なお当初は1964年（昭和39年）末に封切予定であったが、制作の遅れから不可能となり、代わりにゴジラシリーズの『三大怪獣 地球最大の決戦』（本多猪四郎監督）が制作された。公開予定が延期に次ぐ延期となり、この作品でプロデューサーを務めた田中友幸は責任をとって「3回辞表を書いた」と語っている。
物語は山本周五郎の小説『赤ひげ診療譚』を基盤としているが、後半のおとよ（演：二木てるみ）の物語はドストエフスキーの『虐げられた人びと』をベースに、山本周五郎の原作とは異なり、同作品に登場する少女ネリーを元にした映画オリジナルの設定人物となっている。
また保本登の両親役には笠智衆と田中絹代がキャスティングされたが、黒澤は、自身の先輩である小津安二郎監督作品の看板役者であった笠と、溝口健二作品に多数出演した田中を自らの映画に出演させることにより、2人の日本映画の巨匠監督への敬意を込めたと語っている。
撮影にあたっては、成城にある東宝撮影所にほど近い30,000平方メートルの敷地に、表門、役人詰所、病棟、賄所に至る30数棟、延べ3,000平方メートルを越す広さで「小石川養生所」のセットが建てられた。映画の時代背景は享保年間からおおよそ100年後の文政年間の頃（保本登が長崎でオランダ医学を学んだとすると、シーボルトが来日した文政6年以後でないと史実に合わない）なので、当然セットは100年の古さを出すために古い質感を出す努力を怠らなかった。室の壁から廊下の板も磨いたりしながら、必要以上にある時は無駄と思えるくらいにセットを磨き込んだという。その人間が生活している環境が浮き彫りにされないと、その人間が描けないとして、セット造りにはキメの細かい質感、人間の生活の染み込んだものが要求されたという。黒澤は当時すでに世界的巨匠としての評価を確立していたことから、本作の撮影中に、アメリカからピーター・オトゥール、シドニー・ポワチエ、カーク・ダグラスなどがセットを訪ねている。
タイトルロールの「赤ひげ」を演じた三船敏郎は、白黒映画にもかかわらず本当にひげを赤く染めた。なお、劇中では薬品のため赤っぽく変色しているという説明がされるが、原作では「ひげが赤いわけではないのに何故か赤ひげと呼ばれている」という設定である。三船は髪の毛と髭を自分で脱色したが、この薬品は皮膚や髪を傷め、使うたびに気分が悪くなったという。それを1年半もの間続けている。この演技で『用心棒』に次いで2度目となるヴェネツィア国際映画祭 男優賞を受賞したが、三船にとってこれが最後の黒澤映画となった。黒澤にとっても最後の「白黒映画作品」「泥臭いヒューマニズム作品」となり、翌1966年（昭和41年）に東宝との専属契約を解除し、海外の製作資本へと目を向けることになる。
題名は『赤ひげ』であり、三船が主演であるが、ストーリーは加山雄三が演じる保本登を中心に進行していて、三船の台詞は少ない。物語の最初が小石川養生所に入る保本の後姿であり、ラストも赤ひげに随って小石川養生所に入って行く保本の後姿である。

## キャスト
クレジット順。
- 新出去定（赤ひげ）：三船敏郎
- 保本登：加山雄三
- 佐八（車大工）：山﨑努
- お杉（女中）：団令子
- おなか（佐八の恋人）：桑野みゆき（松竹）
- 狂女：香川京子
- 津川玄三（養生所の医師）：江原達怡
- おとよ：二木てるみ
- おくに（六助の娘）：根岸明美
- 長次：頭師佳孝
- 森半太夫（養生所の医師）：土屋嘉男[注釈 11]
- 五平次（むじな長屋差配）：東野英治郎
- 和泉屋徳兵衛：志村喬
- 登の父：笠智衆
- きん（娼家「櫻屋」の女主人）：杉村春子[注釈 12]
- 登の母：田中絹代
- 利兵衛（狂女の父）：柳永二郎
- 平吉（むじな長屋の住人）：三井弘次
- 松平家の家老：西村晃
- 松平壱岐：千葉信男
- 六助：藤原釜足
- 天野源伯（まさえの父）：三津田健
- ちぐさ（まさえの姉、登のかつての許嫁）：藤山陽子
- まさえ：内藤洋子
- おとく（賄のおばさん）：七尾伶子
- おかち（〃）：辻伊万里
- おふく（〃）：野村昭子
- おたけ（〃）：三戸部スエ
- 長次の母：菅井きん
- 娼家「つるや」の女主人：荒木道子
- 小石川養生所の入所患者：左卜全、渡辺篤
- 竹造（小者）：小川安三
- むじな長屋の住人：佐田豊、沢村いき雄、本間文子
- おこと（五平次の女房）：中村美代子
- まさえの母：風見章子
- 娼婦：青木千里、栗栖京子、柳下悠紀子、深井聡子
- 子供を抱えた母親：富田恵子
- 地廻り：大木正司、広瀬正一、山口博義
- 長次の父：大久保正信
- 地廻り：常田富士男、荒木保夫、田中浩、伊吹新、宇仁貫三、木村博人、古諸州、久世竜

以下はノンクレジット。
- むじな長屋の住人：、小林十九二、出雲八重子、宮田芳子、堤康久
- 小石川養生所の入所患者：池田生二、宇野晃司、鈴木和夫

## スタッフ
- 監督：黒澤明
- 製作：田中友幸、菊島隆三
- 原作：山本周五郎（『赤ひげ診療譚』より）
- 脚本：井手雅人、小国英雄、菊島隆三、黒澤明
- 撮影：中井朝一、斎藤孝雄
- 美術：村木与四郎
- 録音：渡会伸
- 照明：森弘充
- 音楽：佐藤勝
- 整音：下永尚
- 監督助手：森谷司郎
- 現像：キヌタ・ラボラトリー
- 製作担当者：根津博

以下はノンクレジット。
- 監督助手：出目昌伸、松江陽一、大森健次郎[14]
- 撮影助手：原一民[14]
- 記録：野上照代[14]
- 音響効果：三縄一郎[14]

## 評価
原作者の山本周五郎をして「原作よりいい」と言わしめた本作は興行的に大ヒットを収め、この年の日本映画の興行収入ランキング第1位となった。批評面でも高い評価を受け、海外でもいくつかの賞を受賞した。また、キネマ旬報が発表した、1999年（平成11年）の「オールタイム・ベスト100 日本映画編」で第67位、2009年（平成21年）の「オールタイム・ベスト映画遺産200 日本映画篇」で第106位に選出されている。
なおミュージシャンの高橋幸宏は、日本映画で最も好きな作品として本作を挙げている。

### 受賞
| 賞                           | 年     | 部門                                                                               | 対象       | 結果       |
| ---------------------------- | ------ | ---------------------------------------------------------------------------------- | ---------- | ---------- |
| ヴェネツィア国際映画祭       | 1965年 | 金獅子賞                                                                           |            | ノミネート |
| ヴェネツィア国際映画祭       | 1965年 | 男優賞                                                                             | 三船敏郎   | 受賞       |
| ヴェネツィア国際映画祭       | 1965年 | サン・ジョルジョ賞                                                                 |            | 受賞       |
| ヴェネツィア国際映画祭       | 1965年 | 国際カトリック映画事務局賞                                                         |            | 受賞       |
| ゴールデングローブ賞         | 1965年 | 外国語映画賞                                                                       |            | ノミネート |
| モスクワ国際映画祭           | 1965年 | ソ連映画人同盟賞                                                                   |            | 受賞       |
| ブルーリボン賞               | 1965年 | 作品賞                                                                             |            | 受賞       |
| ブルーリボン賞               | 1965年 | 主演男優賞                                                                         | 三船敏郎   | 受賞       |
| ブルーリボン賞               | 1965年 | 助演女優賞                                                                         | 二木てるみ | 受賞       |
| 毎日映画コンクール           | 1980年 | 日本映画大賞                                                                       |            | 受賞       |
| 毎日映画コンクール           | 1980年 | 男優主演賞                                                                         | 三船敏郎   | 受賞       |
| キネマ旬報賞                 | 1980年 | 日本映画監督賞                                                                     | 黒澤明     | 受賞       |
| フォトグラマス・デ・プラータ | 1967年 | 外国映画俳優賞（Anexo:Fotogramas de Plata al mejor intérprete de cine extranjero） | 三船敏郎   | 受賞       |